# Marble Hill-225th Street
Marble Hill-225th Street è una fermata della metropolitana di New York situata sulla linea IRT Broadway-Seventh Avenue. Nel 2019 è stata utilizzata da 1 561 844 passeggeri. È servita dalla linea 1, attiva 24 ore su 24.

## Storia
La stazione fu aperta il 14 gennaio 1907.

## Strutture e impianti
La stazione è posta su un viadotto al di sopra di Broadway, ha due banchine laterali e tre binari, i due esterni per i treni locali e quello centrale per i treni espressi. Ognuna delle due banchine è dotata di un gruppo di tornelli con una scala per il piano stradale che porta all'incrocio con 225th Street.

## Interscambi
La stazione è servita da alcune autolinee gestite da NYCT Bus. Vicino si trova anche la stazione ferroviaria Marble Hill della Metro-North Railroad.
- Stazione ferroviaria (Marble Hill, Metro-North)
- Fermata autobus